# Сеяд Салихович
Сеяд Салихович (босн. Sejad Salihović, нар. 8 жовтня 1984, Зворник) — боснійський футболіст, півзахисник клубу «Гоффенгайм 1899».
Більшу частину кар'єри провів у складі «Гоффенгайма», де протягом довгого часу є капітаном команди, а також є основним гравцем національної збірної Боснії і Герцеговини.

## Клубна кар'єра
Народився 8 жовтня 1984 року в місті Зворник. Неводовзі після розпаду СФРЮ, родина Сеяда перебралася до столиці Німеччини Берліна, де хлопець і навчався у юнацьких командах футбольних клубів «Мінерва» (Берлін), «Герта» (Зелендорф) та «Герта» (Берлін).
З 2004 року перебував у структурі «Герти», проте виступав переважно за «Герту» II у третьому та четвертому за рівнем дивізіоні Німеччини, взявши участь у 57 матчах чемпіонату, в яких забив 22 голи. Більшість часу, проведеного у складі другої команди берлінської «Герти», був основним гравцем команди і одним з головних бомбардирів команди, маючи середню результативність на рівні 0,39 голу за гру першості. Проте у першій команді закріпитись так і не зумів, зігравши лише п'ять матчів у чемпіонаті.
До складу клубу «Гоффенгайм 1899» приєднався 2006 року за 250 тисяч євро. На той момент «біло-блакитні» виступали у Регіоналлізі — третьому за рівнем дивізіоні Німеччини, проте за два сезони, в тому числі і за допомогою голів Салиховича, вийшли в Бундеслігу, де відразу у сезоні 2008/09 стали осінніми чемпіонами. Наразі встиг відіграти за гоффенгаймський клуб 195 матчів в національному чемпіонаті, в яких забив 53 голи.

## Виступи за збірну
У 2006–2007 років виступав за молодіжну збірну Боснії і Герцеговини, з якою вийшов у плей-оф кваліфікації до молодіжного Євро-2007, де відзначився двома голами, які, щоправда,не допомогли проти балканцям однолітків з Чехії (1:1, 1:2)
17 жовтня 2007 року дебютував в офіційних іграх у складі національної збірної Боснії і Герцеговини в матчі-відбору на Євро-2008 проти збірної Норвегії.
Наразі провів у формі головної команди країни 39 матчів, забивши 4 голи.